# Setomima lithocolleta
Setomima lithocolleta är en tvåvingeart som beskrevs av Günther Enderlein 1937. Setomima lithocolleta ingår i släktet Setomima och familjen fjärilsmyggor. Inga underarter finns listade i Catalogue of Life.